# Kurzdarmsyndrom
Das Kurzdarmsyndrom (englisch short bowel syndrome) bezeichnet ein Krankheitsbild, das durch die operative Entfernung (Resektion) oder das angeborene Fehlen großer Teile des Dünndarms entsteht.

## Krankheitsursachen (Ätiologie)
Große Dünndarm-Operationen können bei manchen Krankheiten trotz ihrer bekannten nachteiligen Auswirkungen unvermeidbar sein, z. B. bei akuten Gefäßverschlüssen des Darmes (Mesenterialinfarkt), der chronisch entzündlichen Darmerkrankung Morbus Crohn, bei Krebserkrankungen im Bauchraum, nach Bestrahlungstherapie des Bauchbereichs (Strahlenenteritis) oder nach Verletzungen mit Darmschädigung. Bei Kindern können Verschlingungen des Darmes (Volvulus), schwere Komplikationen bei Frühgeburtlichkeit (nekrotisierende Enterokolitis) oder angeborene Fehlbildungen (Dünndarmatresie, Apple-peel-Syndrom, Atresia-multiplex-congenita-Syndrom) Dünndarmresektionen nötig machen.
Selten kann auch im Rahmen eines Syndromes wie Pena-Shokeir-Syndrom I bei Überlebenden ein Kurzdarmsyndrom auftreten.

## Krankheitsentwicklung (Pathogenese)
Da die Abschnitte des Dünndarms (Duodenum, Jejunum und Ileum mit Ileozäkalklappe) unterschiedliche Aufgaben bei der Verdauung und Nährstoffaufnahme (Resorption) haben, kommt es bei Entfernung von Teilen des Dünndarms zu sehr verschiedenen Ausfällen. Es ist nicht möglich, genau anzugeben, wie viel des beim gesunden Erwachsenen ca. 5–6 Meter langen Dünndarms noch vorhanden sein müssen, um eine beschwerdefreie Nährstoffaufnahme zu gewährleisten. Sind mehr als 75 Prozent des Dünndarmes entfernt, kommt es jedoch in jedem Fall zu Einschränkungen in der Nährstoffaufnahme. Das Ausmaß der Beschwerden ist abhängig von:
- der Länge und Lage des entfernten Dünndarmanteils
- dem Vorhandensein oder Nicht-mehr-Vorhandensein der ventilartigen Klappe zwischen Dünn- und Dickdarm (Ileozökalklappe), die als Rückflussschutz und Bakterienbarriere dient
- der Funktionsfähigkeit des verbleibenden Dünndarms und der übrigen Verdauungsorgane: Magen, Bauchspeicheldrüse (Pankreas) und Leber
- Anpassungsvorgängen im verbleibenden Dünndarm

## Beschwerdebild (Symptomatik)
Patienten mit Kurzdarmsyndrom leiden unter häufigen, massiven Durchfällen, Fettstühlen, Mangelversorgung mit Wasser, Makro- und Mikro-Nährstoffen (Eiweiß, Fett, Elektrolyte, Calcium, Magnesium, wasser- und fettlösliche Vitamine, insbesondere Vitamin B12) mit den dazugehörigen Mangelerkrankungen und Gewichtsverlust.
Zu den Durchfällen und Fettstühlen kommt es zum einen dadurch, dass im verbleibenden Dünndarm vermindert Wasser und Fett aufgenommen (resorbiert) werden, zum anderen dadurch, dass bei Entfernung des Ileums die Gallensäuren aus der Gallenflüssigkeit nicht mehr ausreichend rücksorbiert werden. Im Dickdarm stimulieren sie die Sekretion von Wasser und Elektrolyten, was die Durchfälle verstärkt.
Eine Entfernung der Dickdarmklappe verstärkt in der Regel die Beschwerden, da sich dadurch die Transitzeit des Nahrungsbreis verkürzt, eine bakterielle Überwucherung des Dünndarms durch Dickdarm-Flora begünstigt wird und sich die Aufnahmefähigkeit des Dünndarms für Wasser und Elektrolyte ungefähr um die Hälfte reduziert.

## Komplikationen
Neben den direkt das Verdauungssystem betreffenden Beschwerden kann es beim Kurzdarmsyndrom zu weiteren Problemen kommen. Dazu gehören:
- Überproduktion (Hypersekretion) von Magensäure, die dadurch entsteht, dass normalerweise im Jejunum gebildete hemmende Hormone wegfallen (Gastric inhibitory polypeptide – GIP, Vasoactive intestinal polypeptide – VIP). Durch die vermehrte Magensäure werden Durchfälle und Fettstühle noch verstärkt.
- Milchzucker (Lactose)-Unverträglichkeit durch Wegfall des in bestimmten Darmschleimhautabschnitten sitzenden Enzyms Laktase. Der Milchzucker wird statt durch die Laktase dann durch Darmbakterien zu D-Laktat abgebaut, was zum einen den Durchfall verstärkt und zum anderen zu einer Übersäuerung des Organismus (Metabolische Azidose) führen kann.
- Gallensteinbildung durch Abnahme der Gallensäuren-Konzentration in der Gallenflüssigkeit, die dadurch zustande kommt, dass bei Ileum-Resektion weniger Gallensäuren aus dem Nahrungsbrei aufgenommen werden. Da Gallensäuren normalerweise Cholesterin in Lösung halten, neigt die Gallenflüssigkeit bei abnehmender Gallensäure-Konzentration zur Ausfällung von Cholesterin-Steinen.
- Nierensteinbildung: Normalerweise ist Oxalat aus der Nahrung im Darm an Calcium gebunden, wird damit wasserunlöslich und mit dem Stuhl ausgeschieden. Bei Kurzdarmsyndrom bindet sich das Calcium jedoch an nicht vom Dünndarm aufgenommene Fettsäuren, wodurch vermehrt freies Oxalat vorliegt, das im noch funktionierenden Dickdarm aufgenommen wird und zu einer Erhöhung des Oxalat-Spiegels im Blut (Hyperoxalatämie) und im Urin (Hyperoxalaturie) führt. Zusammen mit der ebenfalls häufigen Entwässerung wird so leicht die Löslichkeitsschwelle für Oxalat überschritten, und es kommt zur Ausfällung von Oxalat-Steinen in den Harnwegen.

## Behandlung (Therapie)
Die Behandlung beginnt idealerweise schon vor der Darmoperation, indem eine evtl. vorbestehende Fehl- oder Mangelernährung durch Trink- oder Sondennahrung ausgeglichen wird.
Innerhalb des ersten Jahres nach der Darmoperation passt sich der verbliebene Darm strukturell und funktionell den neuen Gegebenheiten an. Um die verbleibende Resorptionskapazität maximal zu nutzen, braucht der Darm kontinuierlichen Nahrungskontakt. Daher sollte bereits unmittelbar nach der Operation mit einer enteralen Ernährung begonnen werden.
Spätestens bei Ausbildung eines Kurzdarmsyndroms erhält der Patient eine auf sein Krankheitsbild abgestimmte Ernährungstherapie. Bei ausgeprägter Mangelernährung muss künstlich, evtl. sogar vollständig über die Blutbahn (parenteral), ernährt werden.
Zur Verhütung von Mangelerkrankungen ist der Blutspiegel an Elektrolyten, Calcium, Magnesium, Phosphat, Zink, Folsäure und Vitamin B12 zu überwachen und gegebenenfalls durch vermehrte Gabe auszugleichen. Vitamin B12 muss intramuskulär verabreicht werden, wenn der letzte Abschnitt des Ileums (terminales Ileum) fehlt, in dem das Vitamin normalerweise resorbiert wird.
Bei Überproduktion von Magensäure sollte mit einem Protonenpumpenhemmer wie Omeprazol behandelt werden. Dies bessert meist auch die Durchfälle.
Bei ausgeprägten Fettstühlen ist eine kohlenhydratreiche Kost angezeigt. Der Anteil mittelkettiger Triglyceride (MCT) an den Triglyceriden sollte auf 50 bis 75 Prozent erhöht werden.
Gegen die Entstehung von Gallen- und Nierensteinen sind der Anionenaustauscher Colestyramin und die Gabe von Calcium wirksam.
Zur Verlängerung der Transitzeit des Nahrungsbreis kann es helfen, während der Mahlzeiten nicht zu trinken.
Insgesamt sollte die Therapie so weit wie möglich der persönlichen Situation des Patienten angepasst werden, um ihm trotz der Schwere der Erkrankung eine maximale Lebensqualität zu ermöglichen.
Für Erwachsene mit Kurzdarmsyndrom ist seit September 2014 eine medikamentöse Therapie verfügbar. Der Wirkstoff Teduglutid kann die Fähigkeit des Darms, Nährstoffe und Flüssigkeiten aufzunehmen, verbessern und so den Bedarf an parenteraler Ernährung und Flüssigkeitszufuhr reduzieren, oder diese vermeiden.

## Ausblick
In Zukunft wird evtl. häufiger auch eine Dünndarm-Transplantation zu den Therapiemöglichkeiten bei Kurzdarmsyndrom gehören. Bis Anfang 2003 sind weltweit etwa 800 Patienten auf diese Weise operiert worden, von denen 50 Prozent längerfristig überlebten. Von diesen wiederum waren 80 Prozent nicht mehr auf eine parenterale Ernährung angewiesen und hatten eine gute Lebensqualität.